# Bosquerola cap-ratllada
La bosquerola cap-ratllada (Basileuterus tristriatus) és una espècie d'ocell de la família dels parúlids (Parulidae) que habita el sotabosc de la selva humida de les muntanyes de Colòmbia, nord de Veneçuela i cap al sud, per l'oest dels Andes, fins a l'oest de l'Equador i per l'est dels Andes a través de l'est de l'Equador i del Perú fins al centre de Bolívia.